# 岡田朋峰
岡田 朋峰（おかだ ともみ、1998年10月5日 - ）は、日本のタレント、モデル。ミス・インターナショナル2019の日本代表。本名：鑓田 朋峰（やりた ともみ）。身長172cm。愛称はもみちゃん。父は俳優の岡田眞澄。

## 経歴・生い立ち
人魚姫の像の体部分のモデルとして知られるエリーネ・エリクセンの妹のインゲボルグ・シーヴァルセンを祖母に持つ。インゲボルグは、画家の岡田穀との間にE・H・エリックと岡田眞澄を儲ける。
1998年、岡田眞澄（当時の本名：鑓田眞澄）の長女として東京都に生まれる。
2003年4月、青山学院幼稚園入園
2005年4月、青山学院初等部入学
2011年4月、青山学院中等部・高等部入学
2017年4月、青山学院大学国際政治経済学部国際コミュニケーション学科へ入学、2021年3月、同校卒業。
大学在学中の2018年10月23日、「2019ミス・インターナショナル日本代表選出大会」でグランプリに選ばれる。選出後はミスとして中央官庁や自治体、大使館などが主催する公的なイベント、特定非営利活動法人ゴールドリボン・ネットワークの小児がん支援活動などに参加した。
2019年4月、トヨタ自動車ほか主催、公益社団法人国土緑化推進機構協賛の「第44回 トヨペットふれあいグリーンキャンペーン」の「緑の大使」に任命され、植樹や苗木の贈呈イベントなどに参加（任期1年）。
2019年11月12日、「2019ミス・インターナショナル世界大会」に出場したが入賞には至らなかった。
2020年8月、株式会社セント・フォースの子会社である株式会社スプラウトに所属し、本格的なタレント活動を開始。2021年4月から親会社のセント・フォースに移籍した。

## 人物
- 朋峰という名前は真澄が名付けた。両親が別の場所で同じ月を見上げながら、間もなく生まれる我が子のことを思っていたことから、朋という漢字を選んだという[2]。
- ミス・インターナショナルに応募したきっかけは、父に成長した自分の姿を見せたいと思ったこと。父・真澄は生前「朋峰が二十歳になるまでは絶対に死ねない」と言っていたが、彼女が7歳のとき死去。日本代表に決まった時は「やっと父に親孝行が出来た」と取材に対し答えている[7]。
- 好きな音楽は昭和歌謡であり、良く聴くアーティストは郷ひろみ、フォーリーブス、スケボーキング、ちゃんみなである。